# Odrowąs
Odrowąs (Rotermund) – polski herb szlachecki z nobilitacji.

## Opis herbu
Na tarczy dzielonej w słup, w polu prawym, błękitnym, trzy lilie złote (2 nad 1);
W polu lewym, czerwonym, trzy trąby myśliwskie, czarne w słup.
Klejnot – między dwiema parami piór strusich – z prawej złotych, z lewej błękitnych, strzała przeszywająca usta człowieka, barwy nieznanej.
Labry z prawej błękitne, podbite złotem, z lewej czerwone, podbite złotem.

## Najwcześniejsze wzmianki
Nobilitacja Jerzego Rotermunda z 12 stycznia 1591.

## Etymologia
Według Szymańskiego, Odrowąs jest nazwą przezwiskową.

## Herbowni
Rotermund.